# Rhynchostegiopsis flexuosa
Rhynchostegiopsis flexuosa är en bladmossart som beskrevs av C. Müller 1897. Rhynchostegiopsis flexuosa ingår i släktet Rhynchostegiopsis och familjen Hookeriaceae. Inga underarter finns listade i Catalogue of Life.